# Lactarius trivialis
Lactarius trivialis (Elias Magnus Fries, 1815 ex Elias Magnus Fries, 1838), din încrengătura Basidiomycota în familia Russulaceae și de genul Lactarius, este o specie de ciuperci necomestibile denumită în popor râșcov de munte sau râșcov obișnuit. Acest burete destul de răspândit coabitează, fiind un simbiont micoriza (formează micorize pe rădăcinile arborilor) cu specii de arbori de lemn moale. La noi crește preponderent în zonele submontane și montane ale Munților Carpați în grupuri nu prea mari, numai pe sol acru și sărac în nutrienți, în păduri umede de foioase preferat sub mesteacăn, și în cele de conifere în simbioză cu molidul, dar de asemenea prin turbării. Timpul apariției este din iulie până în octombrie (noiembrie).
Epitetul se trage din cuvântul latin (latină trivialis=obișnuit).

## Taxonomie
Numele binomial a fost determinat de către marele savant suedez Elias Magnus Fries sub denumirea Agaricus trivialis în volumul 1 al lucrării sale Observationes mycologicae din 1815. El însuși a transferat specia la genul Lactarius sub păstrarea epitetului, de verificat în cartea sa Epicrisis systematis mycologici, seu synopsis hymenomycetum din 1838. Acest taxon este valabil până în prezent (2019).
Celelalte încercări de redenumire mai noi (vezi în infocasetă) nu au fost folosite niciodată și sunt de acea neglijabile.

## Descriere

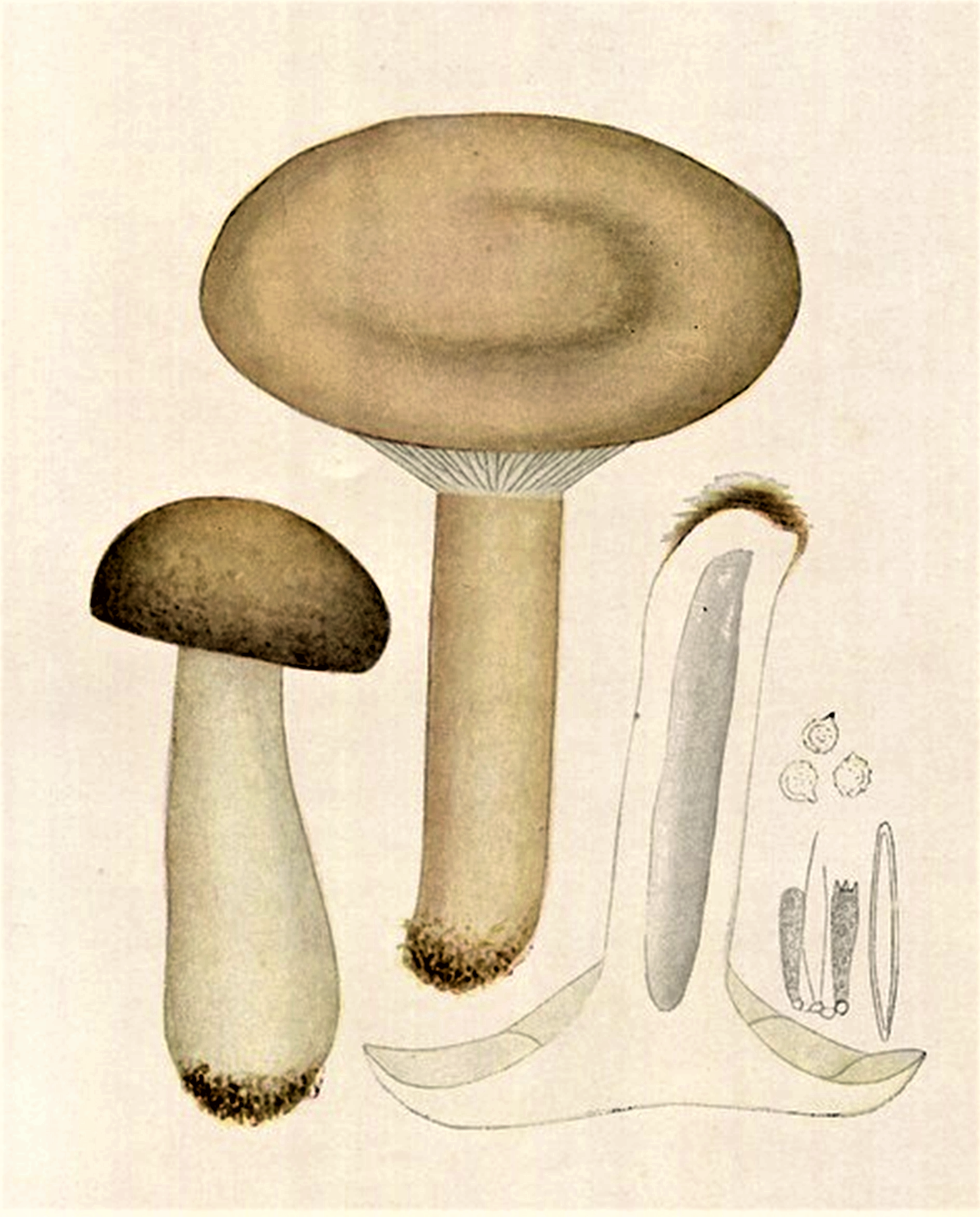
Bres.: Lactarius trivialis

- Pălăria: are un diametru de 6–15 (20) cm, este cărnoasă, inițial boltită cu marginea răsfrântă spre picior, devenind apoi din ce în ce mai aplatizată, adâncită în centru, uneori chiar în formă de pâlnie, cu marginea goală și ascuțită. Cuticula este netedă, pe vreme uscată lucioasă și lipicioasă, dar la umezeală unsuroasă, aproape mucoasă. Prezintă câteva pete orânduite zonare, brune și foarte vage, în principiu pete de apă. Coloritul variază de la gri-gălbui până la diverse nuanțe de lila-gri-maroniu, devenind la bătrânețe din ce în ce mai brun.
- Lamelele: sunt destul de aglomerate, sunt subțiri, inegale, dar nu bifurcate, arcuite, fiind inițial mai degrabă aderate larg la picior, lungindu-se în vârstă și devenind decurente de-a lungul lui. Coloritul este inițial albicios, apoi crem sau ocru-gălbui. Scurt timp după o leziune apar pete palid albastru-verzuie, pricinuite de laptele uscând.
- Piciorul: cu o înălțime de 4-11 cm și o lățime de 1,5-3 cm nu mereu mai lung ca diametrul pălăriei, este cilindric până ușor bombat, iar spre bază puțin subțiat, neted până slab reticulat longitudinal, ceva lipicios pe vreme uscată și vâscos la umezeală. Inițial plin, devine la bătrânele gol pe dinăuntru. Coloritul este pentru mai mult timp crem-albicios, în vârstă însă de un ocru murdar.
- Carnea: este destul de cărnoasă, albicioasă, colorându-se uneori după o secțiune longitudinală la marginea pălăriei precum la bază maroniu. Mirosul este fructuos, dar gustul, deși în primul moment plăcut, devine repede destul de amar, în special însă foarte iute și zgâriind în gât.
- Laptele: este și el în primul moment plăcut, devenind repede foarte iute și zgâriind în gât. Imediat după tăiere este de culoare albă, dar schimbă după uscare în gri-verziu sau galben sulfureu.[6][7]
- Caracteristici microscopice: are spori globuloși până slab ovoidali cu o mărime de 7-8 x 6-8 microni, ușor amiloizi (ce înseamnă colorabilitatea structurilor tisulare folosind reactivi de iod), hialini (translucizi), suprafața fiind presărată de negi mici. Pulberea lor este gălbuie. Basidiile cu 2-4 sterigme fiecare sunt clavate și măsoară 40-45 x 7-8 microni. Cestoidele (celule de obicei izbitoare și sterile care pot apărea între basidii și himen, stratul fructifer) sunt fusiforme cu o mărime de 55-60 x 7-8 microni și cistidele (elemente sterile situate în stratul himenal sau printre celulele din pielița pălăriei și a piciorului, probabil cu rol de excreție) de 60-75 x 6-8 microni sunt fusiforme.[11]
- Reacții chimice: Carnea se colorează cu acid azotic imediat slab carneu, cu Hidroxid de potasiu slab gri-ocru, cu guaiacol mai întâi roșu de somon și după 20 minute vinaceu, cu sulfat de fier imediat gri-verzui deschis, cu sulfoformol încet albastru, și cu tinctură de Guaiacum slab gri-ocru, apoi  gri-verzui și în sfârșit verde deschis.[12][13]

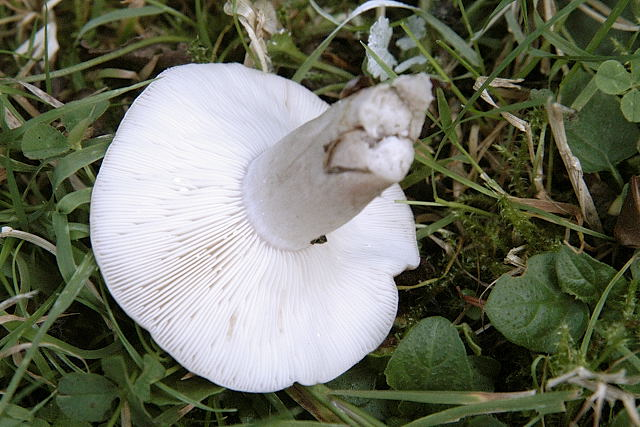
L. trivialis, lamele și picior
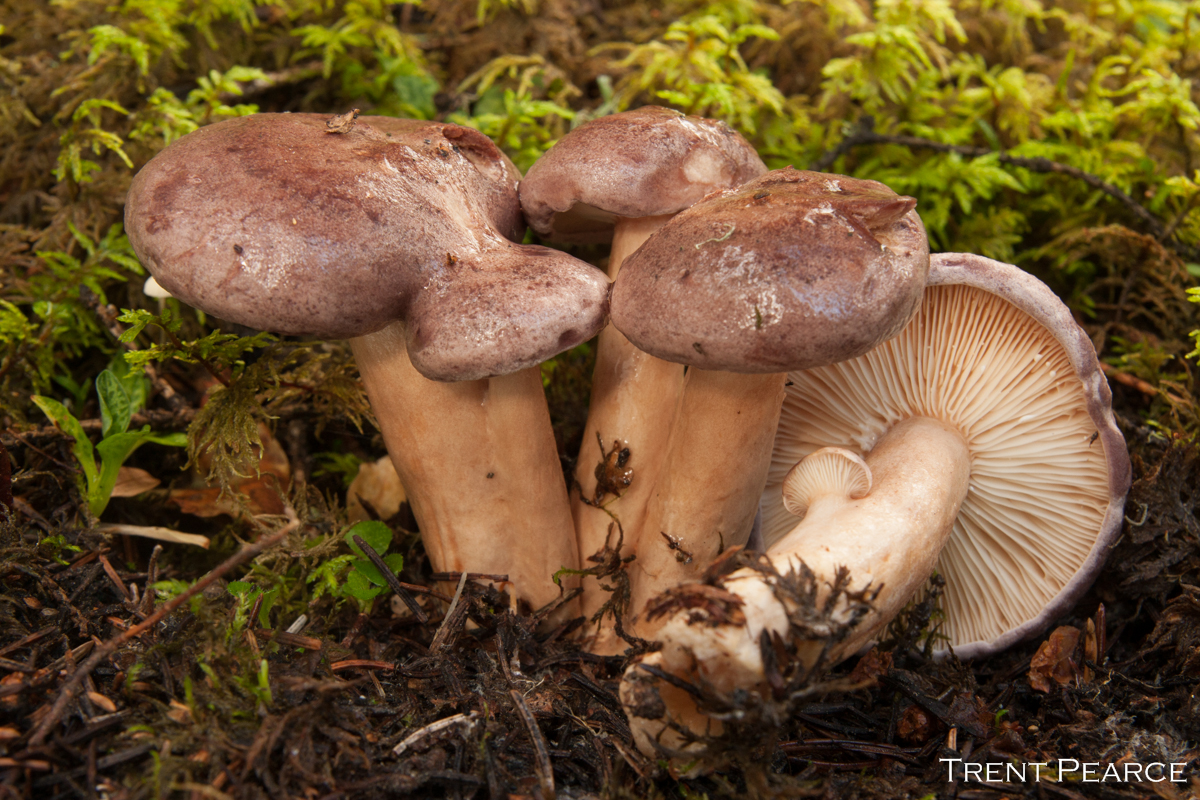
L. trivialis tineri
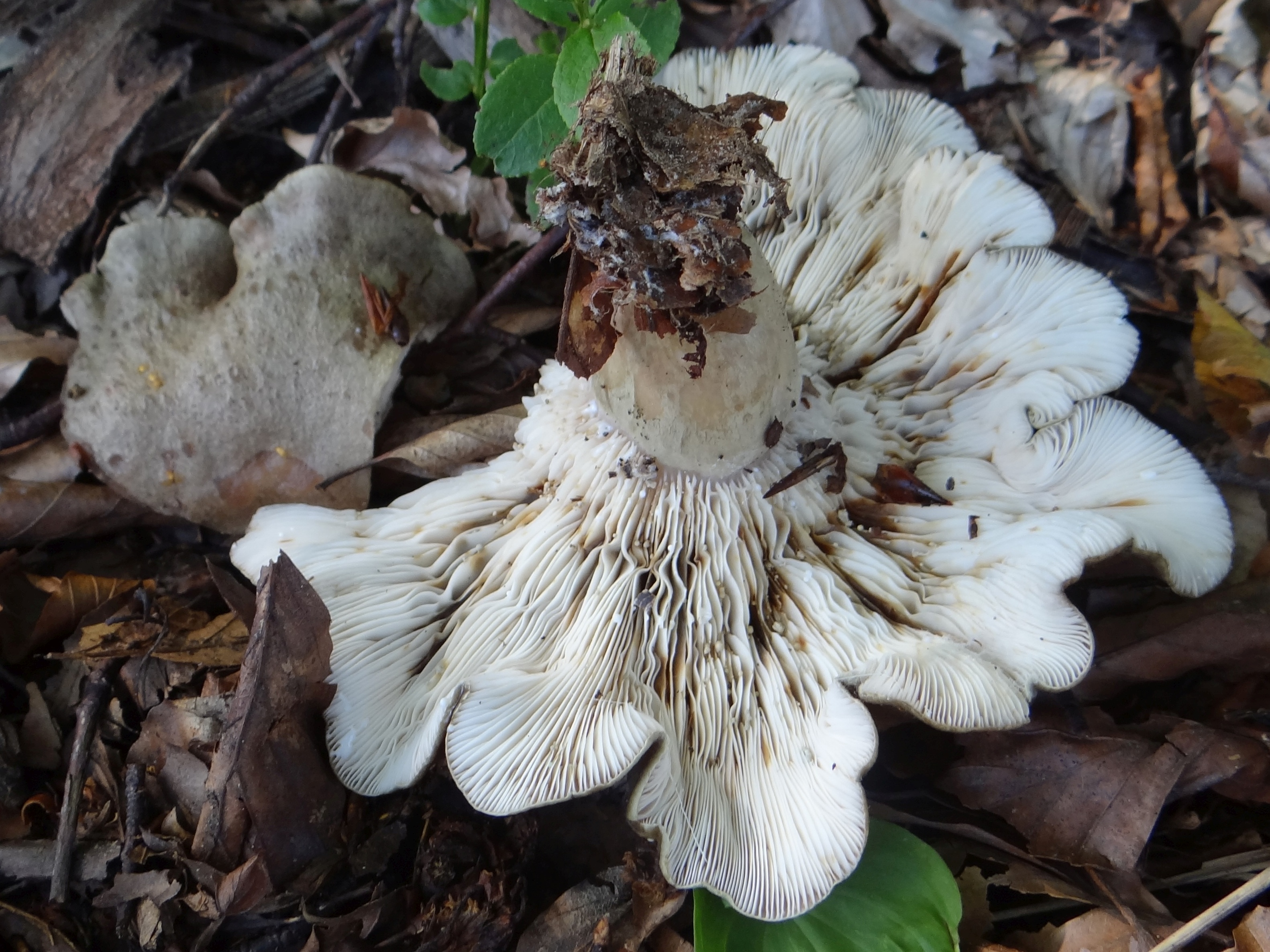
L. trivialis bătrân

## Confuzii
Râșcovul de munte poate fi confundat preponderent cu specii asemănătoare necomestibile sau otrăvitoare, cu toate foarte iute precum cu 2 soiuri comestibile, dar nu prea gustoase. Exemple sunt: Lactarius azonites (necomestibil), Lactarius blennius (necomestibil), Lactarius circellatus (necomestibil), Lactarius decipiens (necomestibil), Lactarius flexuosus (necomestibil), Lactarius fluens (necomestibil), Lactarius fulvissimus (comestibil), Lactarius glyciosmus (condiționat comestibil), Lactarius lilacinus (necomestibil), Lactarius mairei (ușor otrăvitor), Lactarius mammosus sin. Lactarius fuscus (necomestibil), Lactarius pallidus (necomestibil), Lactarius pubescens (otrăvitor), Lactarius pyrogalus (necomestibil), Lactarius resimus (necomestibil),  Lactarius rufus (necomestibil), Lactarius scrobiculatus (otrăvitor), Lactarius uvidus (necomestibil), Lactarius vietus (necomestibil) și Lactarius zonarius (necomestibil).

## Specii asemănătoare în imagini

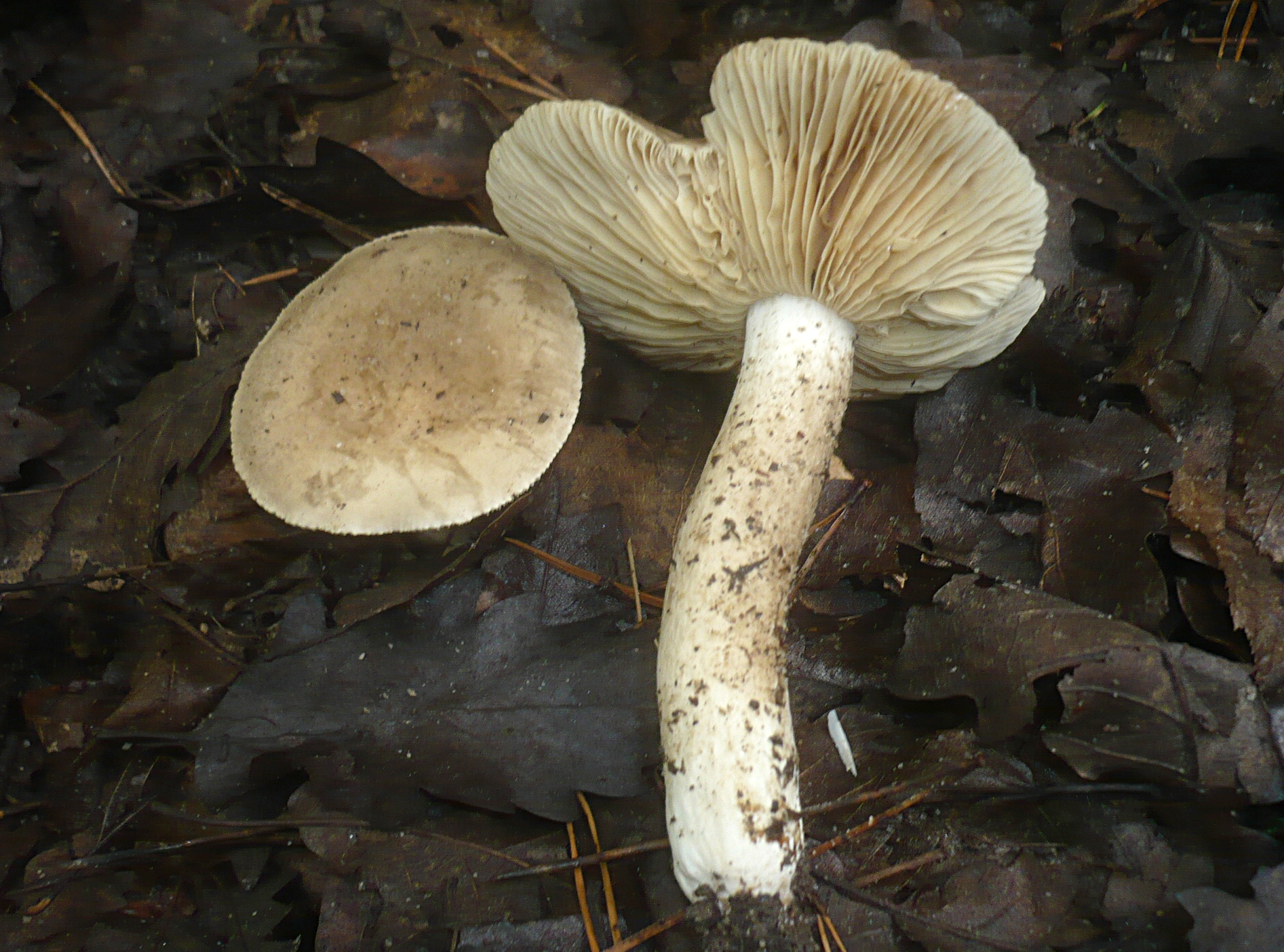
!Lactarius azonites!
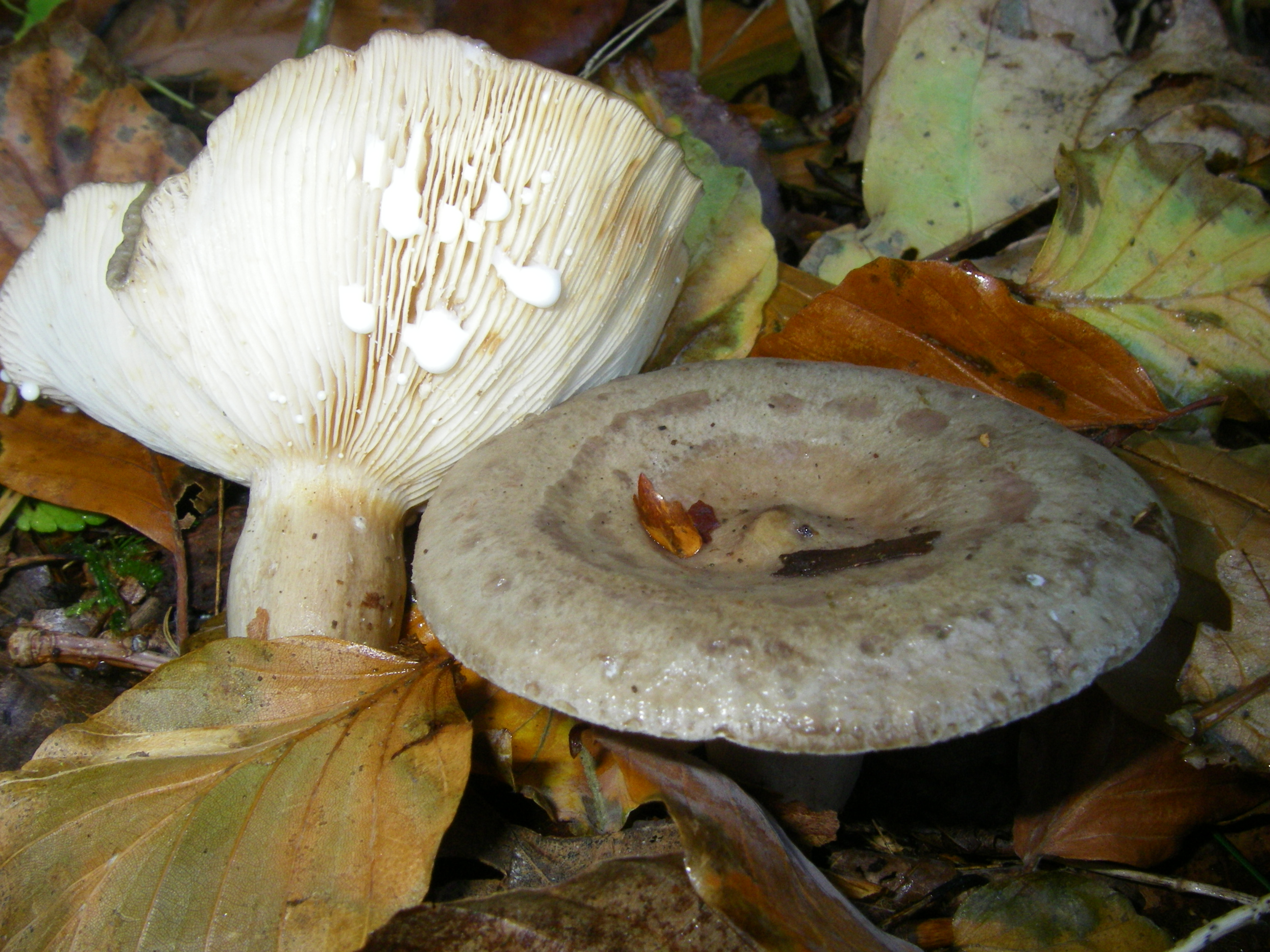
!Lactarius blennius!
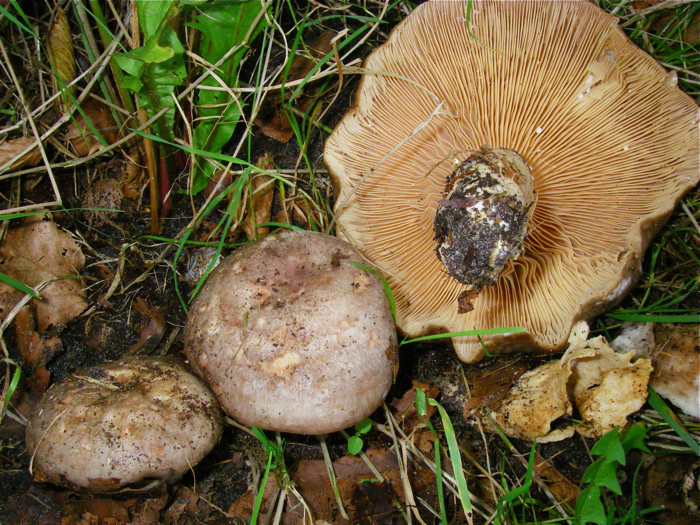
!Lactarius circellatus!
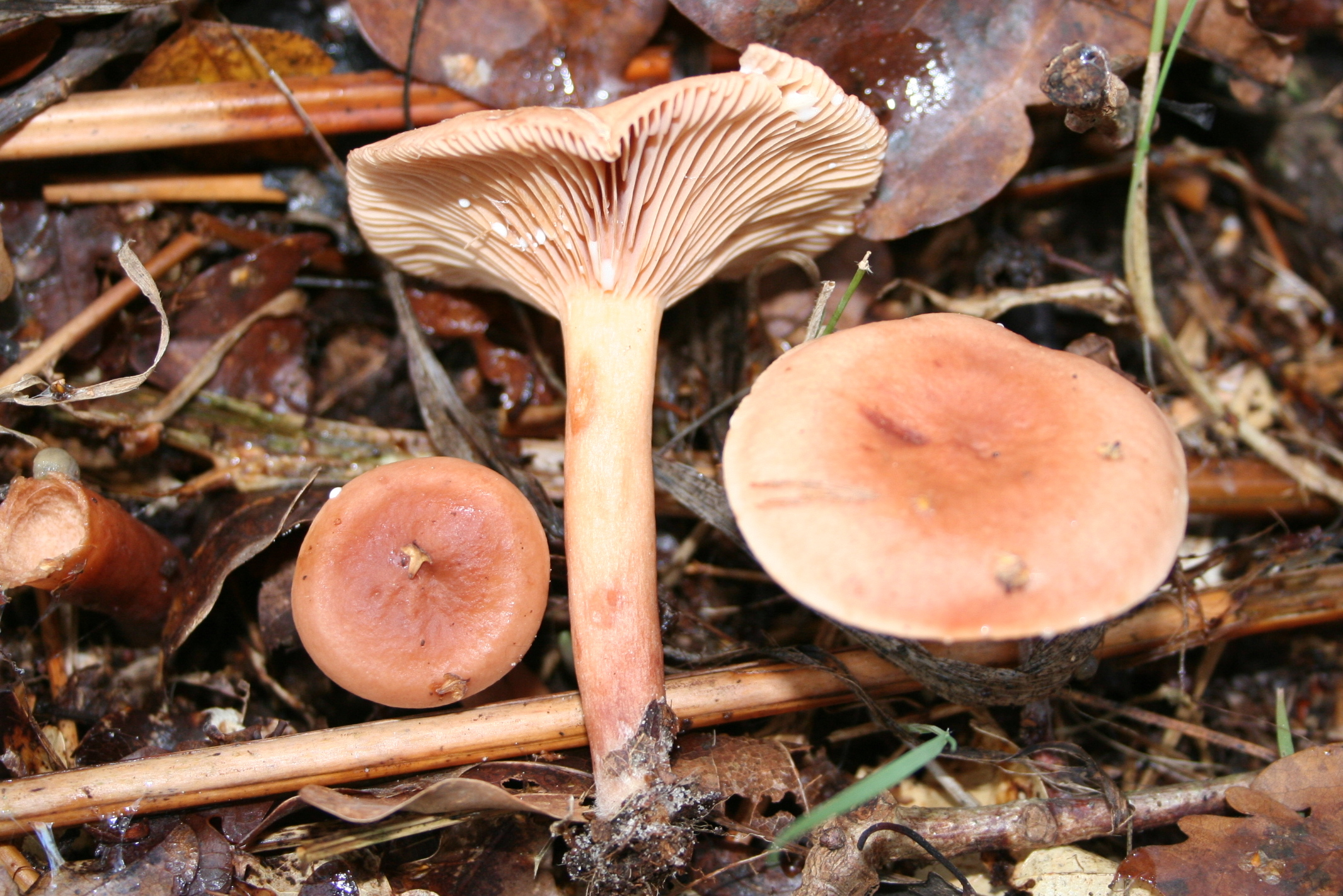
! Lactarius decipiens!
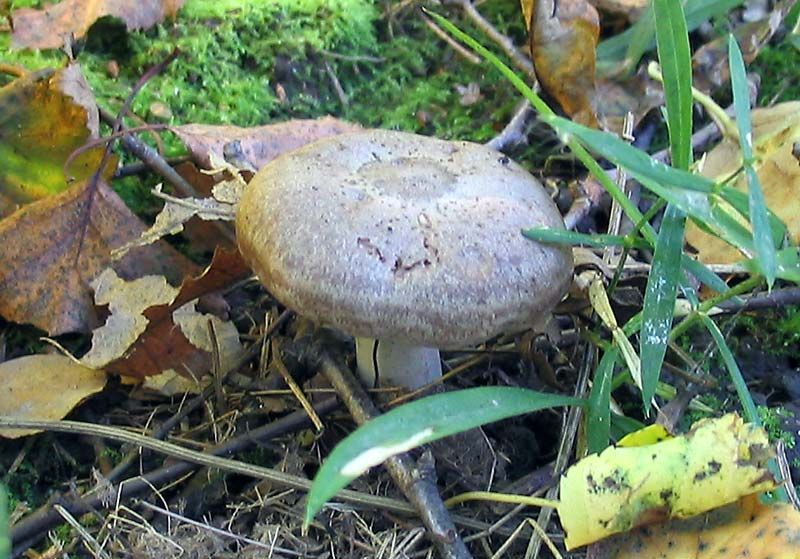
!Lactarius flexuosus!
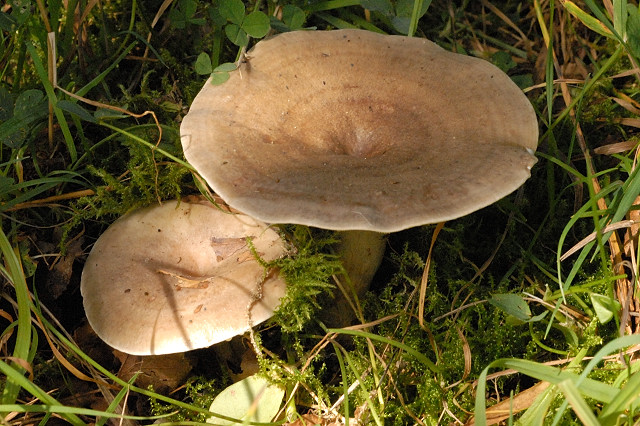
!Lactarius fluens!
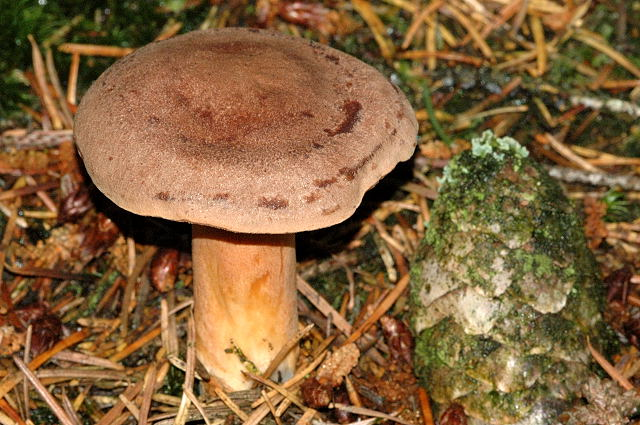
Lactarius fulvissimus
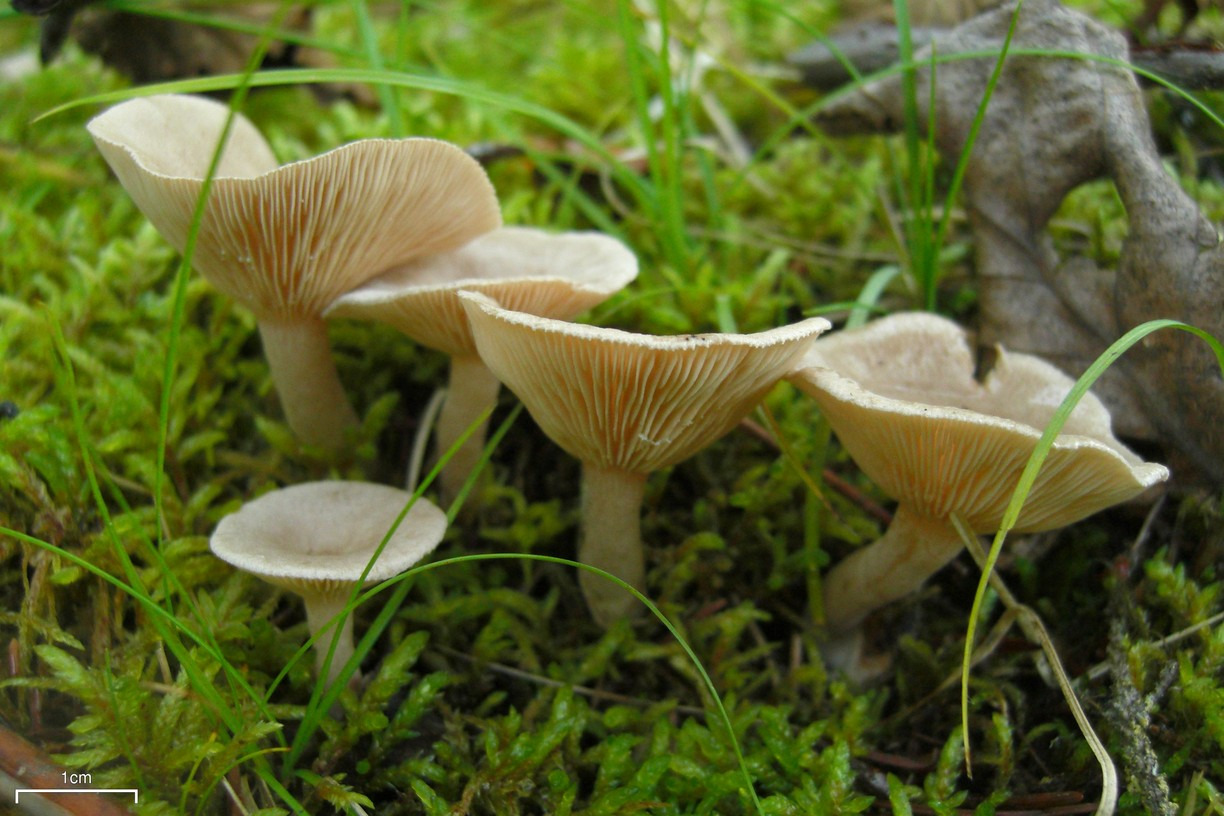
Lactarius glyciosmus
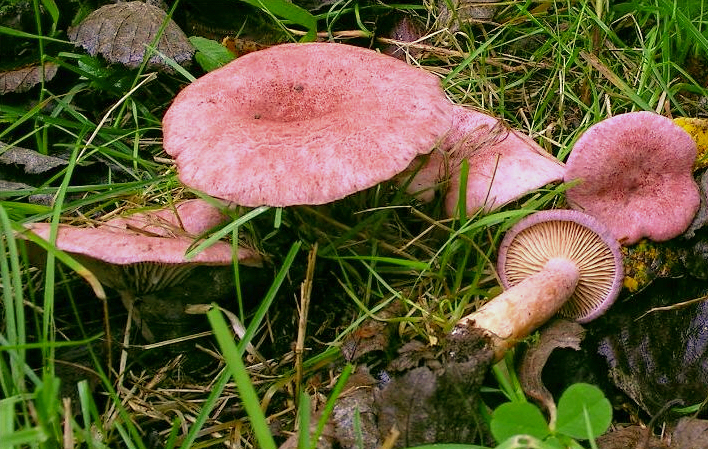
!Lactarius lilacinus!
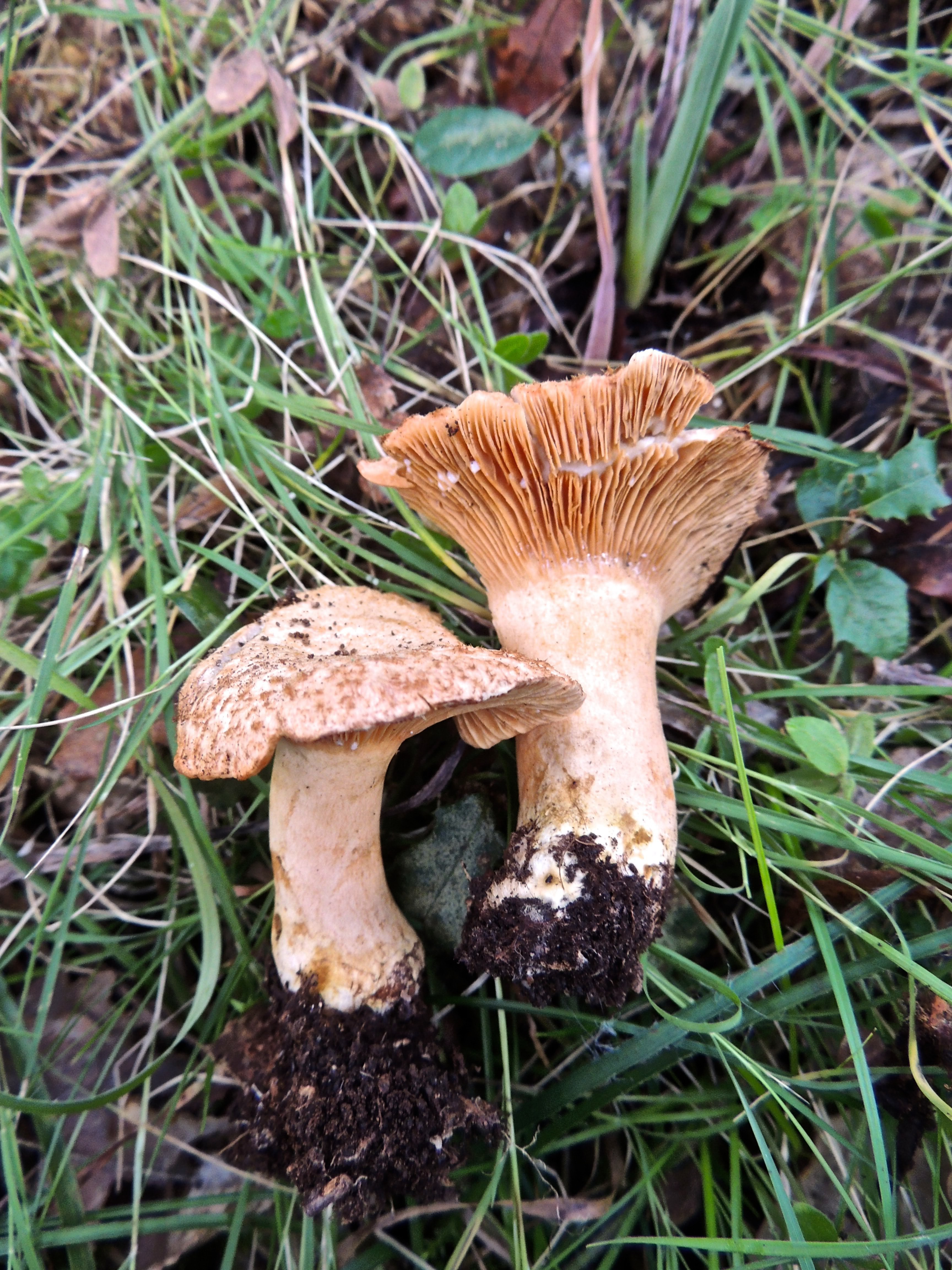
!!Lactarius mairei!!

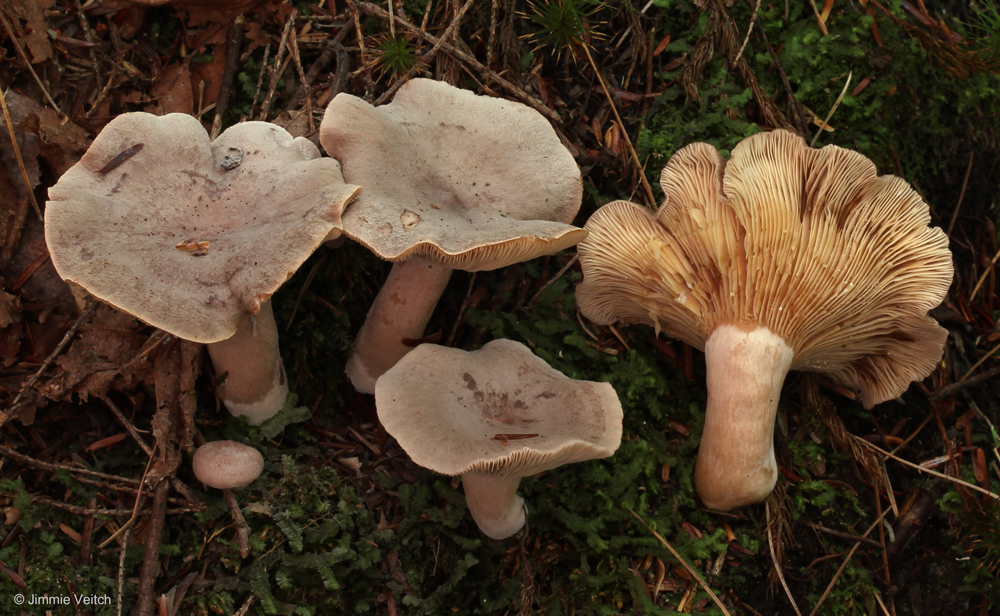
!Lactarius mammosus!
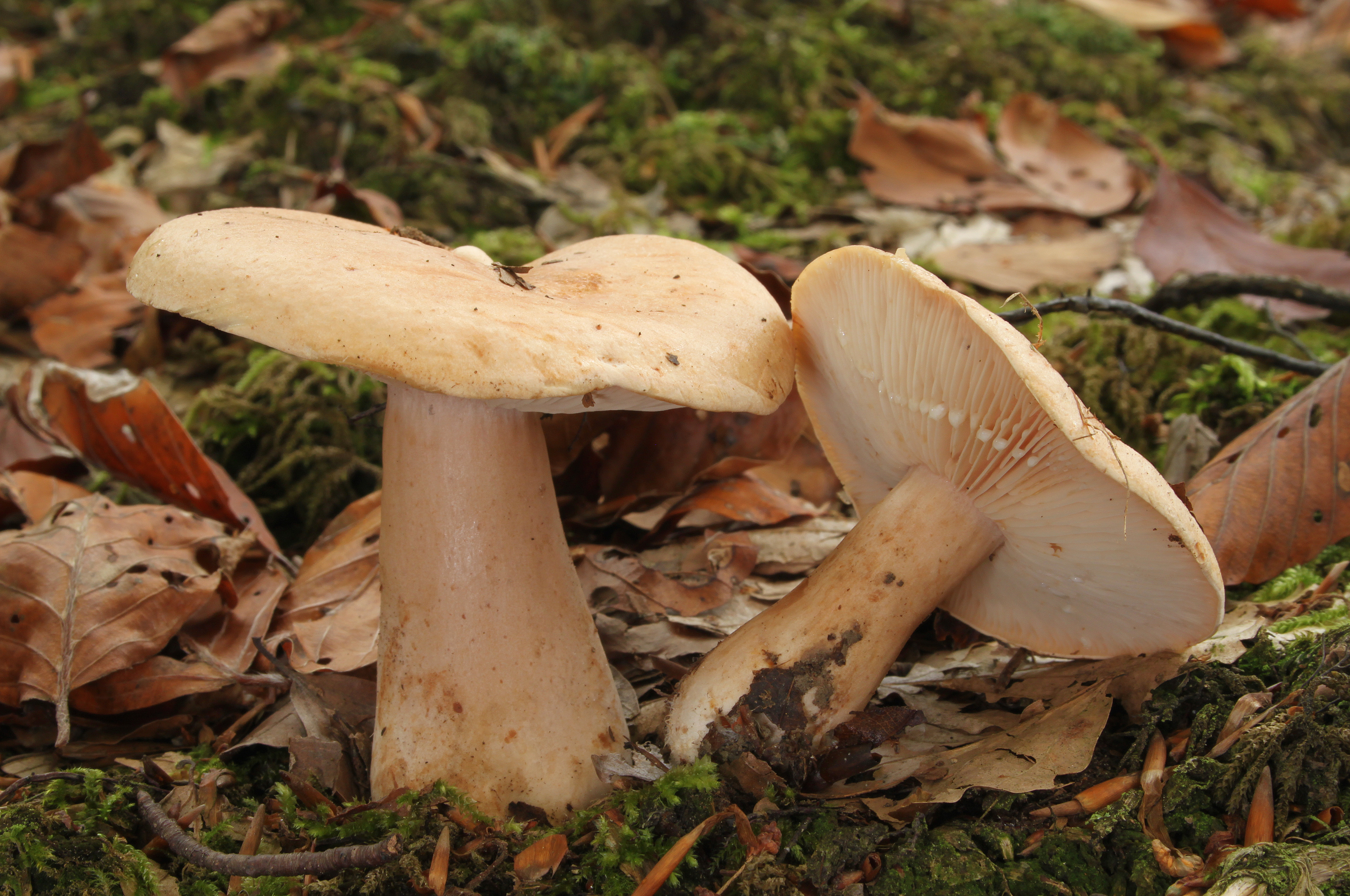
!Lactarius pallidus!
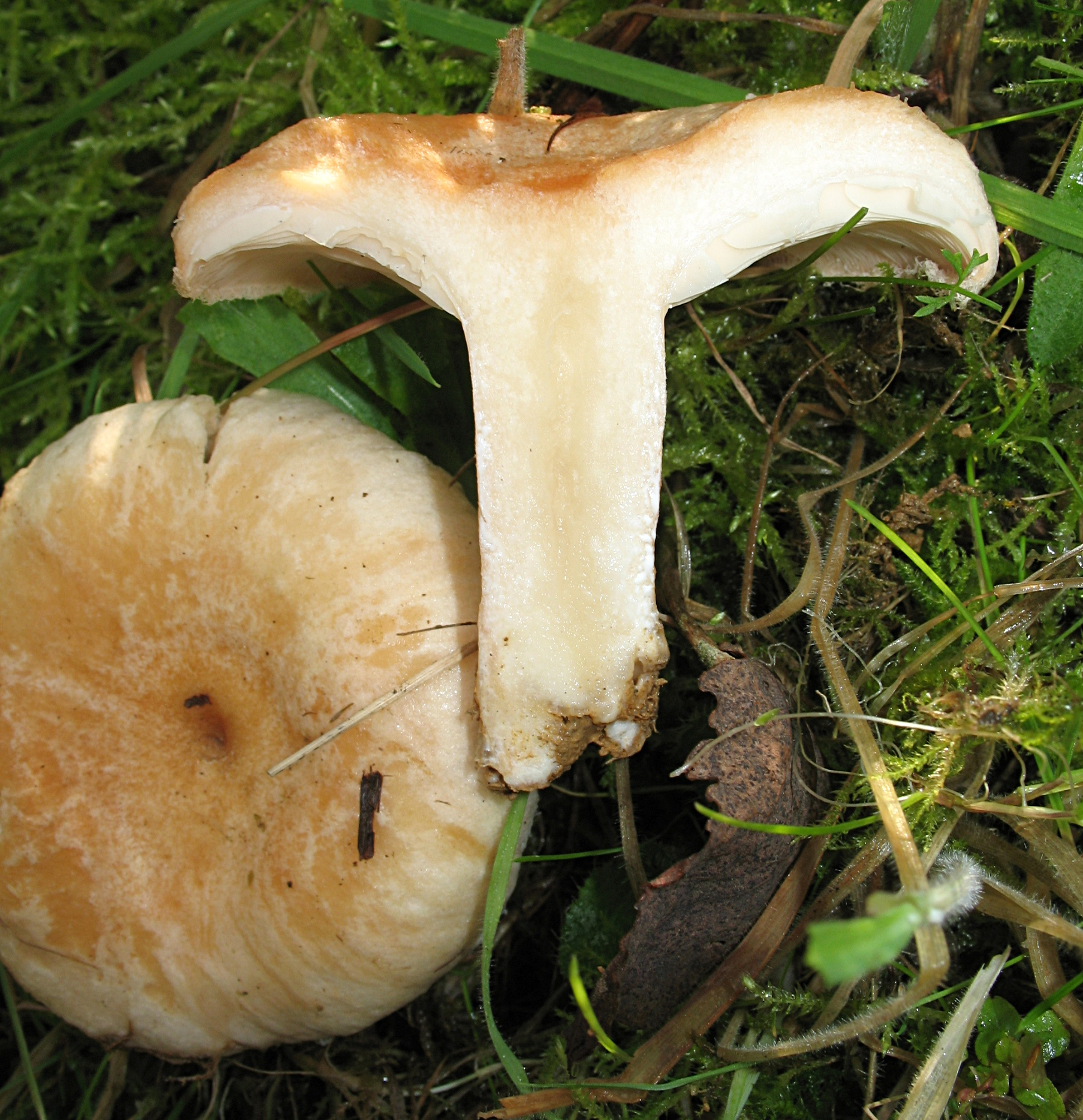
!!Lactarius pubescens!!
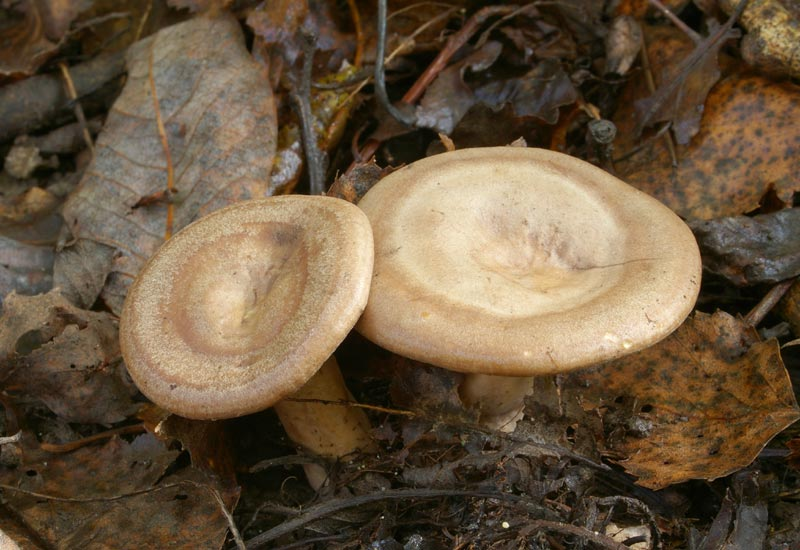
!Lactarius pyrogalus!
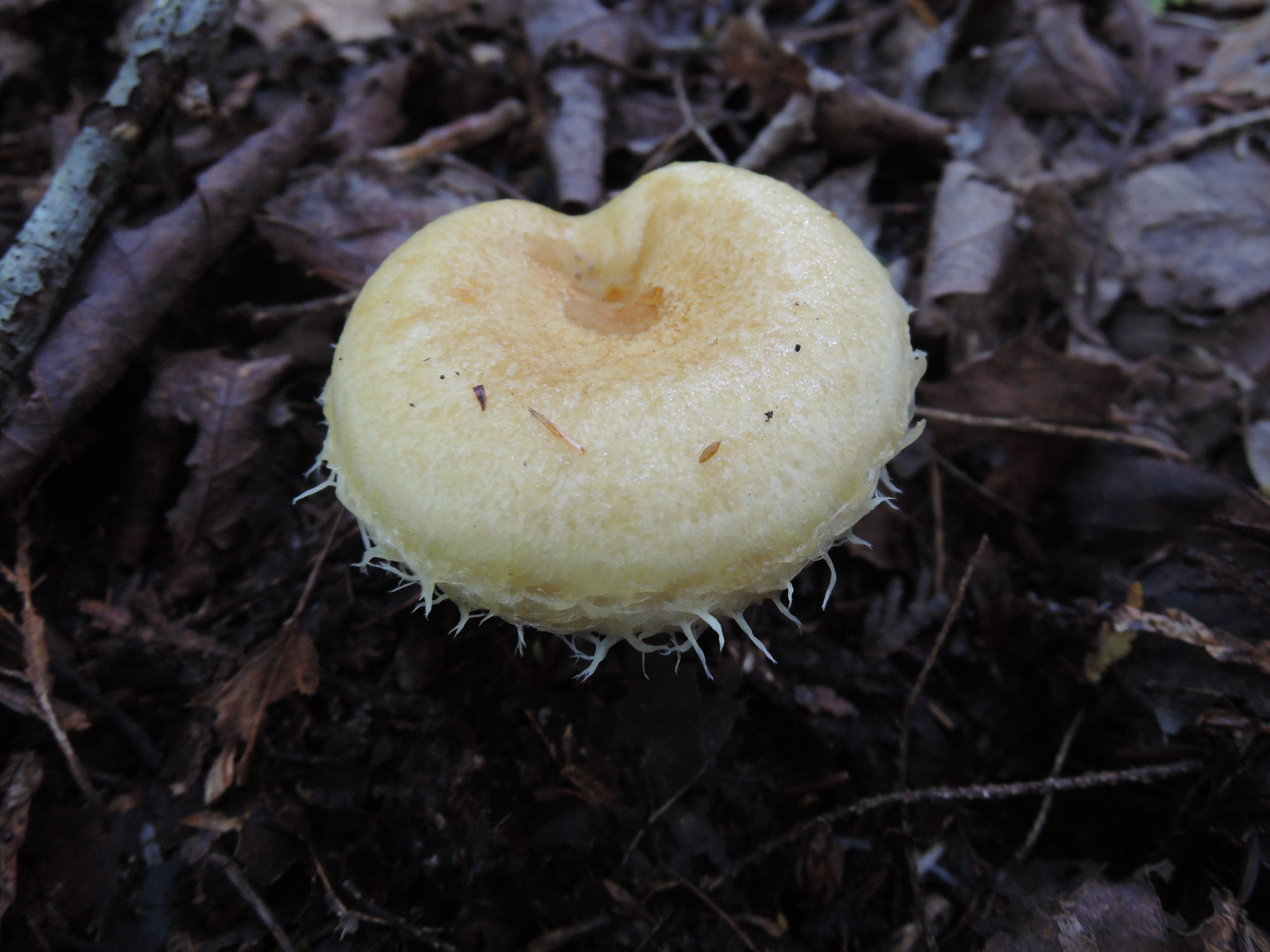
!Lactarius resimus!
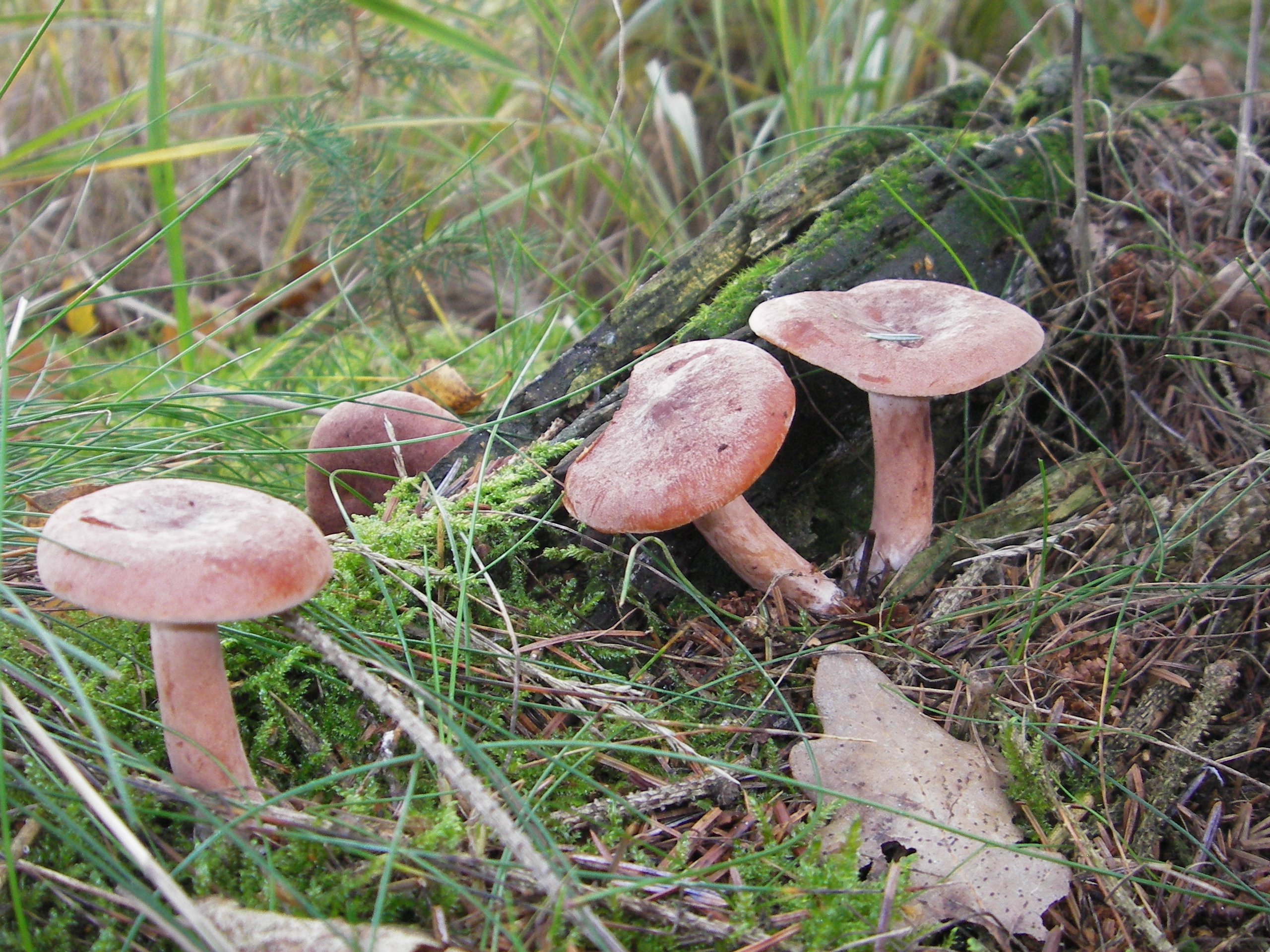
!Lactarius rufus!
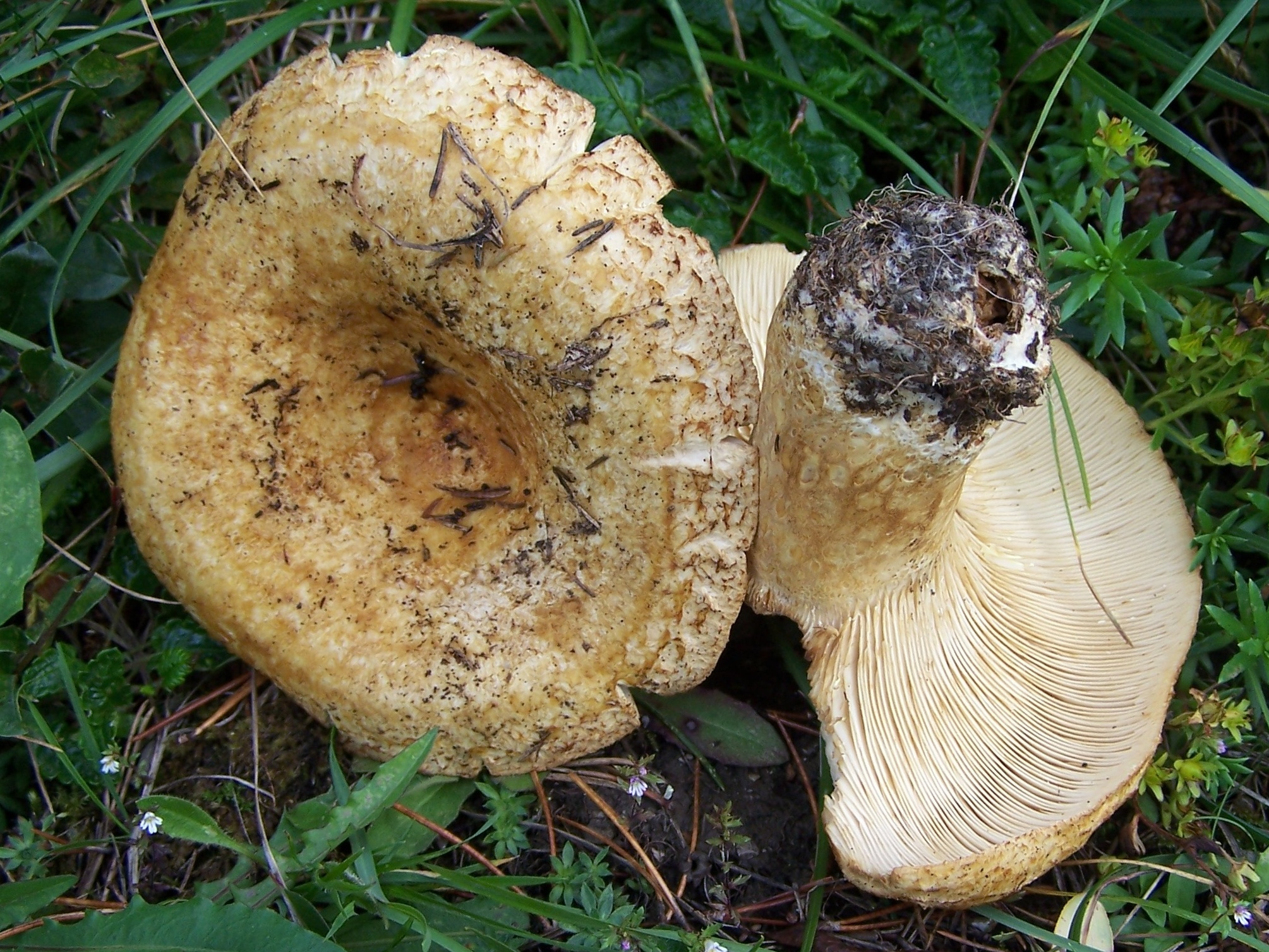
!!Lactarius scrobiculatus!!
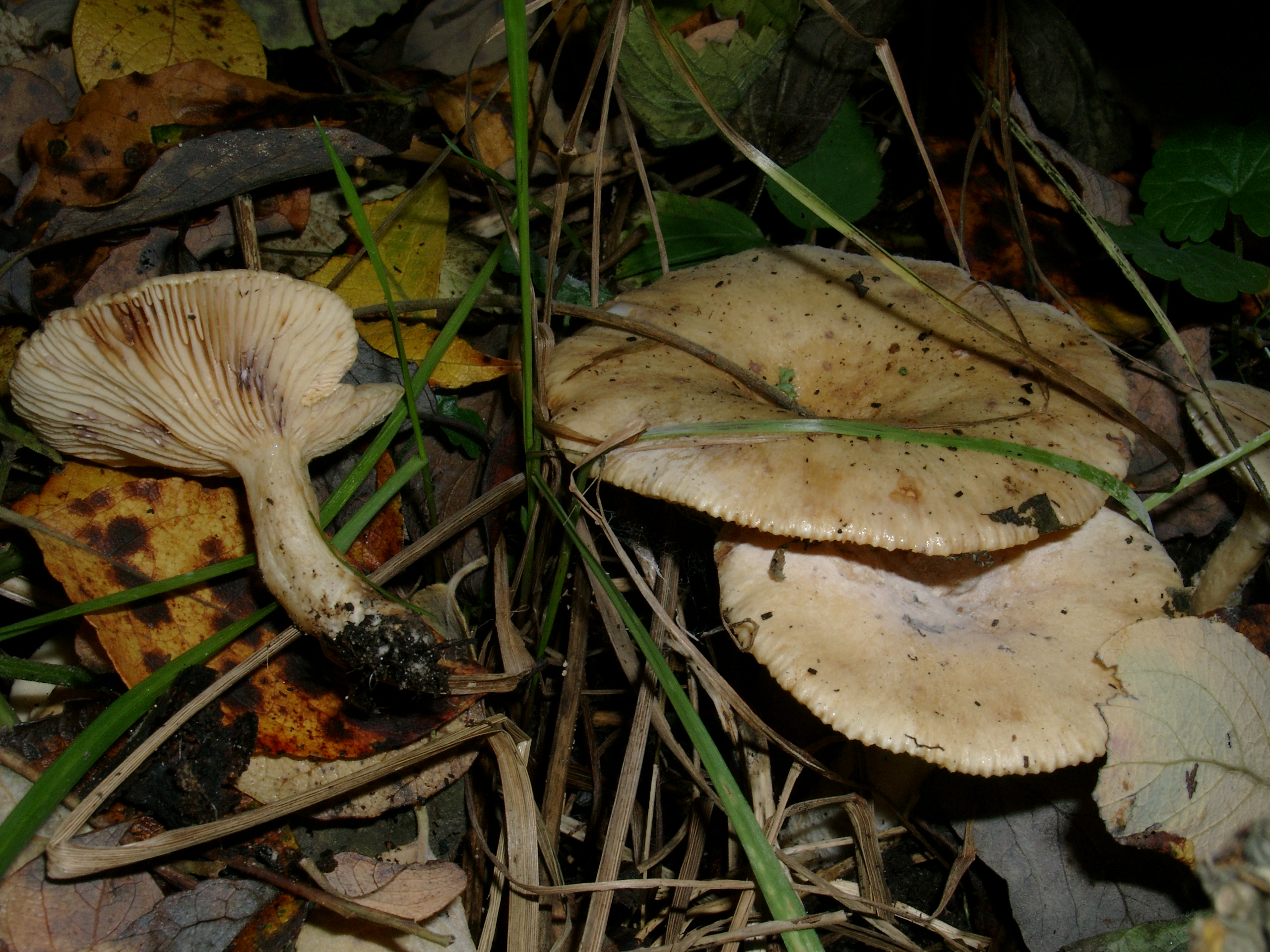
!Lactarius uvidus!
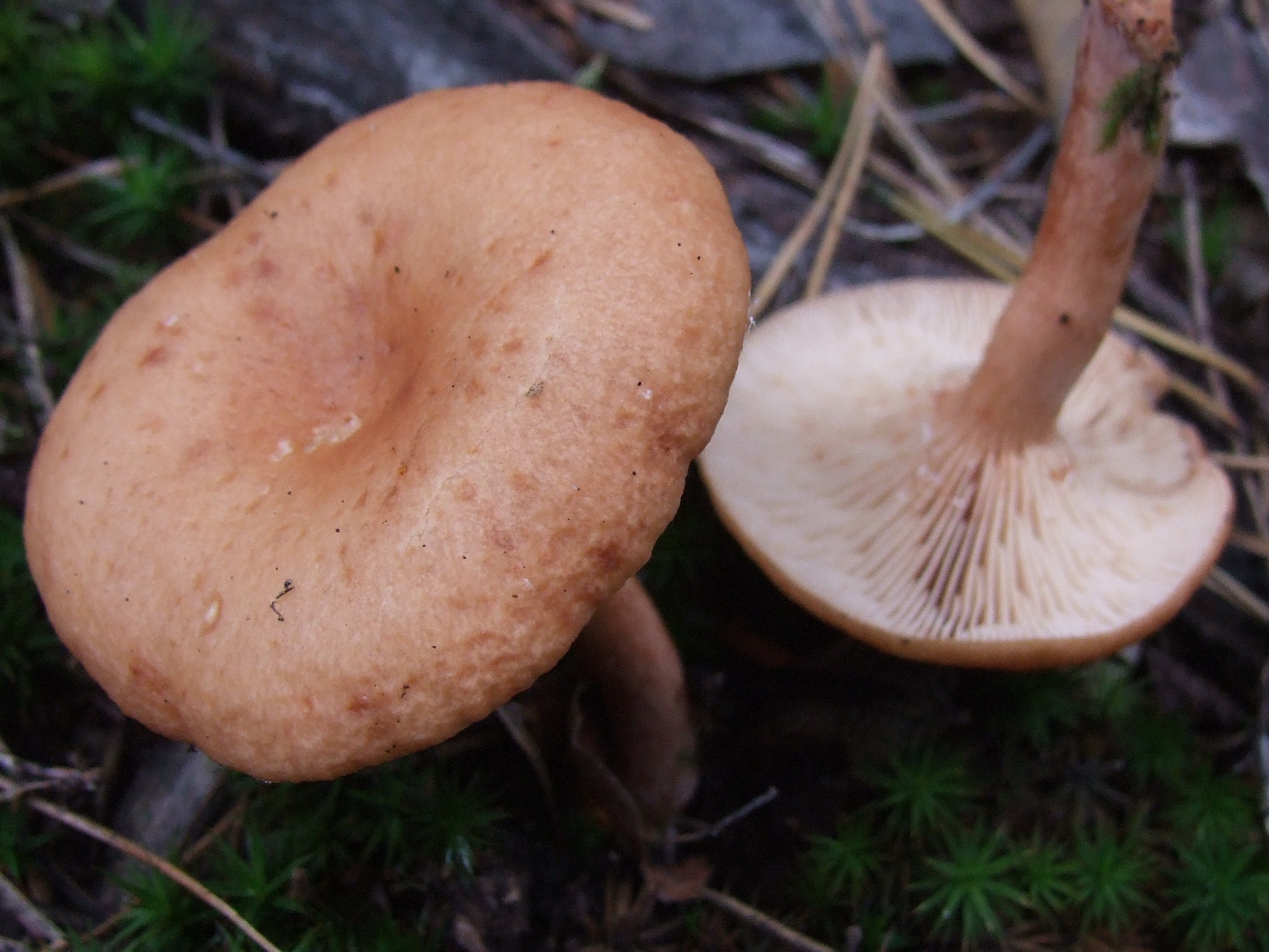
!Lactarius vietus!
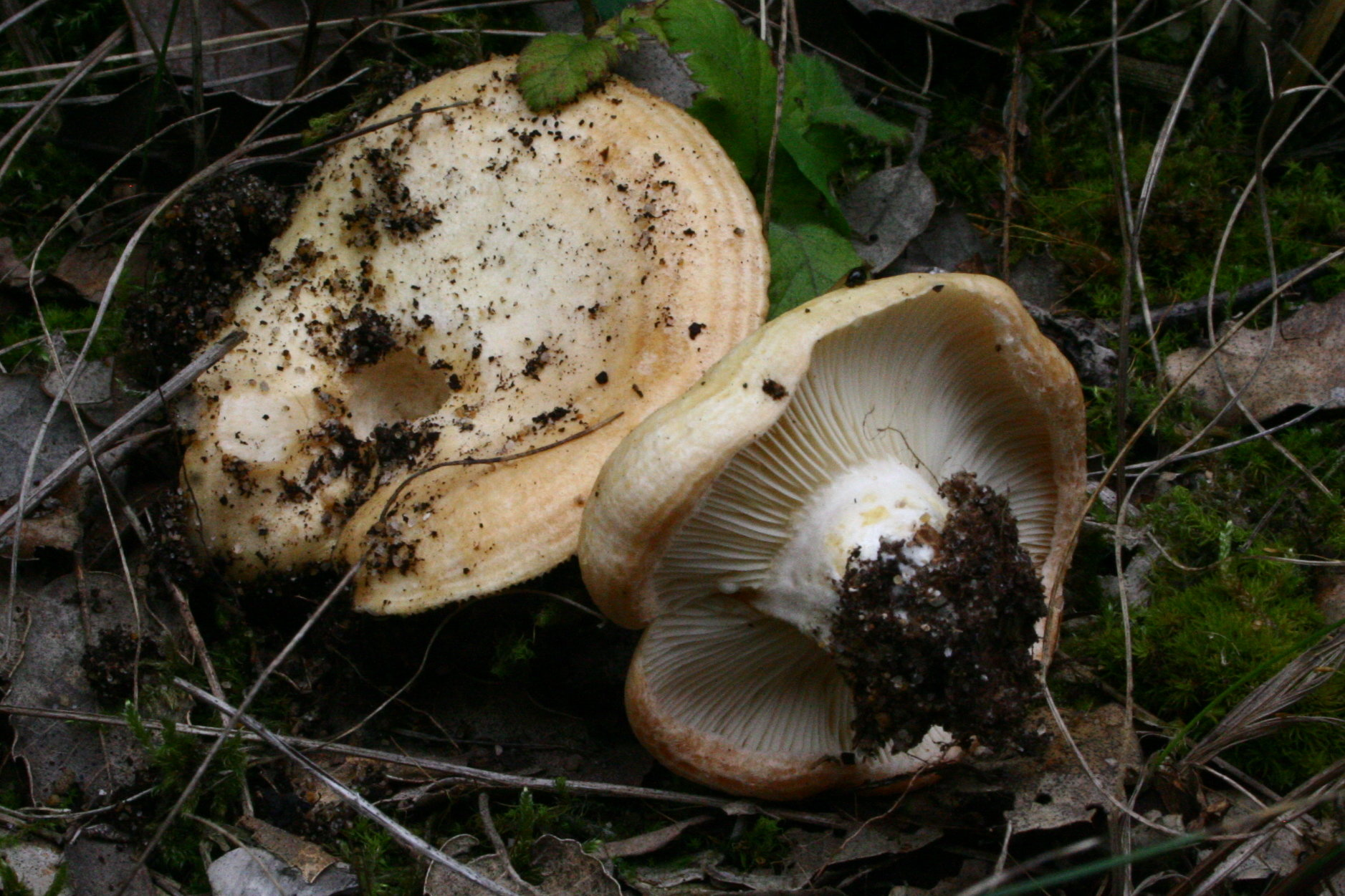
!Lactarius zonarius!

## Valorificare
Acest burete este din cauza gustului său iute zgâriind și amar în mod normal absolut necomestibil. Totuși ingerat, poate provoca probleme gastrointestinale. În unele regiuni, mai ale în Finlanda (se spune, că ar fi a doua cea mai importantă ciupercă de pădure după hribii]]) se mănâncă după o preparare specială, adică după  însilozare sau o spălare temeinică și o fierbere lungă (apa trebuie vărsată). Firește, o ciupercă astfel tratată își pierde fiecare valoare culinară, doar umple stomacul.